# Валуевское сельское поселение (Омская область)
Валуевское се́льское поселе́ние — муниципальное образование в Тюкалинском районе Омской области Российской Федерации.
Административный центр — село Валуевка.

## История
Статус и границы сельского поселения установлены Законом Омской области от 30 июля 2004 года № 548-ОЗ «О границах и статусе муниципальных образований Омской области».

## Население
| 2010 | 2011 | 2012 | 2013 | 2014 | 2015 | 2016 |
| ---- | ---- | ---- | ---- | ---- | ---- | ---- |
| 926  | ↘923 | ↘873 | ↘871 | ↘830 | ↘808 | ↘807 |
| 2017 | 2018 | 2019 | 2020 | 2021 | 2023 |      |
| ↘773 | ↘766 | ↘732 | ↘710 | ↘494 | ↘468 |      |

## Состав сельского поселения
| № | Населённый пункт | Тип населённого пункта       | Население |
| - | ---------------- | ---------------------------- | --------- |
| 1 | Валуевка         | село, административный центр | ↘577      |
| 2 | Долгановка       | деревня                      | ↘12       |
| 3 | Ивановка         | деревня                      | ↘76       |
| 4 | Короли           | деревня                      | ↘55       |
| 5 | Лидинка          | деревня                      | ↘112      |
| 6 | Черноусово       | деревня                      | ↘94       |